# Kościół Najświętszej Maryi Panny Gwiazdy Nowej Ewangelizacji i św. Jana Pawła II w Toruniu
Kościół Najświętszej Maryi Panny Gwiazdy Nowej Ewangelizacji i św. Jana Pawła II w Toruniu – świątynia katolicka w jurysdykcji zgromadzenia redemptorystów. Pełni także funkcję kościoła akademickiego dla studentów Wyższej Szkoły Kultury Społecznej i Medialnej. Znajduje się przy ul. Droga Starotoruńska 1.

## Historia
20 czerwca 2012 roku poświęcono plac pod budowę świątyni. Akt erekcyjny wmurowano 8 września 2012 roku, kamień węgielny wmurowano 5 września 2015 roku. 18 maja 2016 roku kościół został konsekrowany.
Od 2017 kustoszem sanktuarium i przełożonym wspólnoty redemptorystów zamieszkującej w campusie Wyższej Szkole Kultury Społecznej i Medialnej jest o. Andrzej Laskosz. Początkowo do stałego duszpasterstwa w świątyni należał jeszcze o. Władysław Bodziony (2017-2019).
Od 2019 oprócz o. Laskosza posługę duszpasterską w kościele sprawują również: o. Zbigniew Kotliński, o. Eugeniusz Leśniak i o. Leszek Mitoraj. W celebrowanie mszy świętych i sprawowanie sakramentów, głównie spowiedzi włączają się także ojcowie posługujący w Radiu Maryja, którzy również mieszkają w campusie WSKSiM. Od 2017 posługę w zakrystii pełnią siostry ze Zgromadzenia Sióstr Franciszkanek Rodziny Maryi. Pomagają one także w dbaniu o wystrój kościoła.
W 2020 do stałego zespołu duszpasterskiego w kościele dołączyli: o. Dariusz Drążek i o. Zdzisław Klafka - rektor WSKSiM, a w 2023 jeszcze o. Stanisław Gruszka.

## Wnętrze kościoła
Obiekt mieści ok. 3 tys. wiernych. W kościele jest 900 miejsc siedzących. Na dolnym poziomie jest Kaplica Pamięci z witrażami autorstwa Andrzeja Kałuckiego. Witraże przedstawiają sceny z pontyfikatu papieża Jana Pawła II, a jeden z nich, o wymiarach 4x4 m, obrazuje pielgrzymkę Rodziny Radia Maryja do Jana Pawła II i zawiera cytat ze słów papieża: „Ja Panu Bogu codziennie dziękuję, że jest w Polsce takie radio i że się nazywa Radio Maryja”. Całość budynku wieńczy kopuła o wadze około 320 ton z dodatkową koroną. Projektantem obiektu jest architekt Andrzej Ryczek.